# École transylvaine
L’École transylvaine (Școala ardeleană en roumain) est un mouvement de la renaissance culturelle roumaine parmi les jésuites et les uniates de la Transylvanie austro-hongroise.

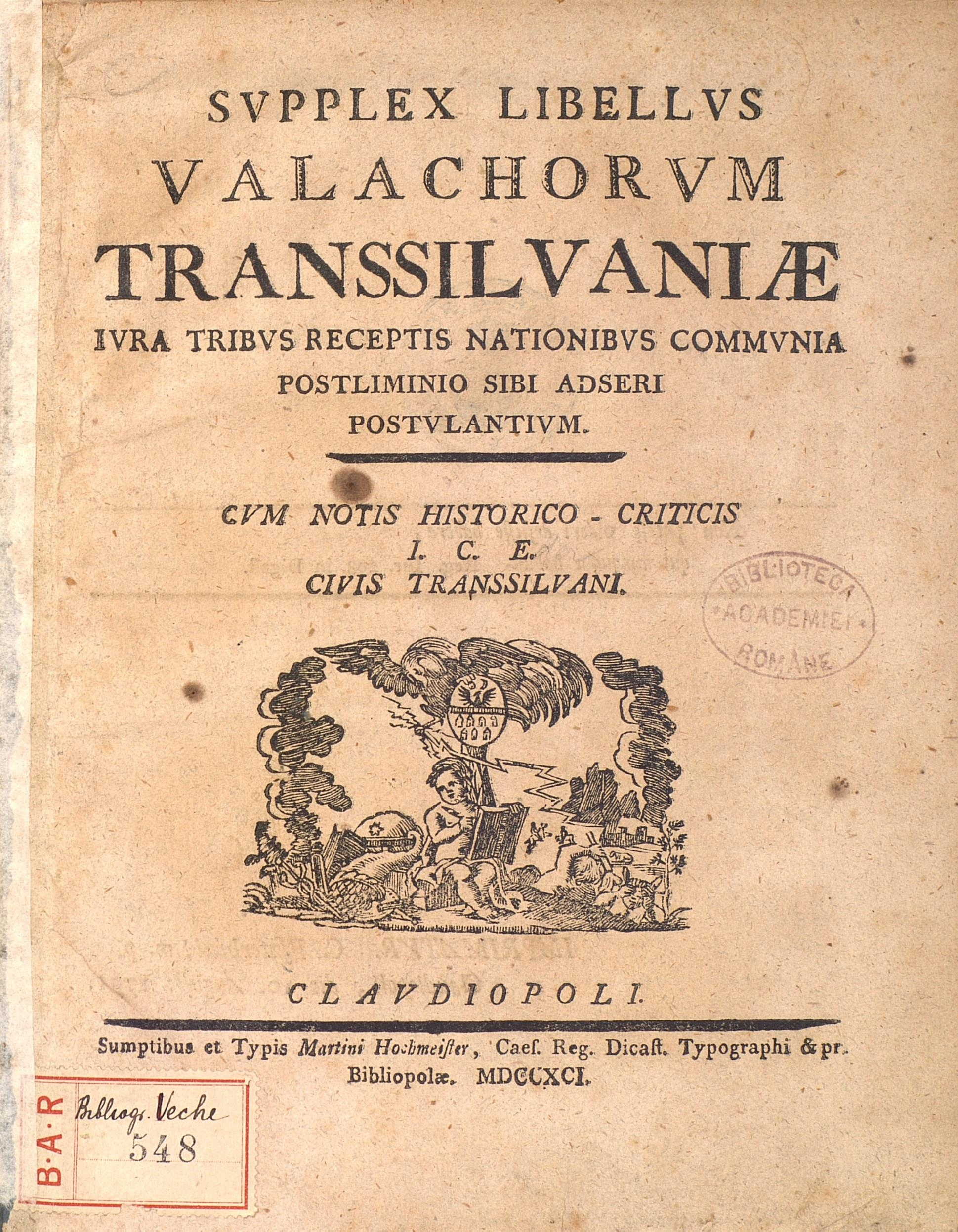
Les prémices de l’école transylvaine : les revendications des Valaques transylvains en 1784, publiés en 1792.

## Historique
L’école transylvaine est née dans la seconde moitié du XVIIIe siècle — début du XIXe siècle en tant que mouvement littéraire et linguistique en Transylvanie, mais aux XIXe et XXe siècles, ses ramifications s’étendent dans les « principautés danubiennes » de Moldavie et Valachie, qui en s’unissant en 1859 ont formé la Roumanie, indépendante en 1878.
L’endonyme « Roumains » et quelques autres variantes sont attestés par écrit à partir du XVIe siècle mais le sens en était, chez les autres peuples, dilué par synonymie jusqu’à signifier « berger » ou « serf », et ce sont des mots parfois connotés péjorativement comme Olàh (« Valaque » en hongrois), « Moldo-Valaques » (en français), Walachen (en allemand) ou Vlachs, Wallachians (en anglais) qui servaient à identifier les Roumains.
Les représentants de l’école transylvaine souhaitent changer la sémantique de ces termes, redorer le nom « Roumains » et le faire reconnaître internationalement comme exonyme identitaire. Parmi eux on compte Samuil Micu Klein, Ion Budai-Deleanu et Petru Maior (en). Ce sont eux qui ont finalement fixé le terme « langue roumaine » (limba română) dans la littérature roumaine et internationale, soutenus en France par le journal Mercure de France qui, en juillet 1742 emploie pour la première fois l’expression « Valachie ou pays Roumain » lorsqu’il présente le texte de la Constitution octroyée par le Prince Constantin Mavrocordato en 1746. En français, le nom « Roumanie » désignant les pays habités par les roumanophones est attesté pour la première fois en 1816 dans un ouvrage publié à Leipzig par l’érudit grec Demetrios Daniel Philippidès, mais c’est dans la seconde moitié du XXe siècle que la langue française adopte le nom de « Roumains » à la place de « Valaques », de « Moldaves » et de « Moldo-Valaques », notamment dans les ouvrages d’Émile Ollivier, d’Edgar Quinet et d’Élisée Reclus.

## Héritage
Les transylvains roumains cherchent à rapprocher les littératures roumaine et occidentale, et à renouer avec les racines latines de la langue roumaine : la presse a d’ailleurs raillé, en Roumanie même, leur « purisme » parfois outrancier, visant à exclure de la langue le lexique slave ou magyar et à « fabriquer » une langue ausbau (littéraire, savante) plus latine que toutes les autres langues romanes abstand (populaires, spontanées), par exemple en remplaçant des termes aussi communs que prieten par amic (« ami »), dragoste, iubire par amor (« amour »), tineret, tinerețe par junime (« jeunesse »), târg par urbe (« bourg, ville ») ou par piață (« marché ») ou encore hotar par frontieră. Certains de ces calques ont pris (piață, frontieră), d’autres sont obsolètes et considérés comme « précieux ». 